# Cambarus graysoni
Cambarus graysoni är en kräftdjursart som beskrevs av Faxon 1914. Cambarus graysoni ingår i släktet Cambarus och familjen Cambaridae. IUCN kategoriserar arten globalt som livskraftig. Inga underarter finns listade i Catalogue of Life.